# Bistum Kalookan
Das Bistum Kalookan (lat.: Dioecesis Kalookana) ist eine auf den Philippinen gelegene römisch-katholische Diözese mit Sitz in Caloocan.

## Geschichte
Das Bistum Kalookan wurde am 28. Juni 2003 durch Papst Johannes Paul II. mit der Apostolischen Konstitution Quoniam quaelibet Ecclesia aus Gebietsabtretungen des Erzbistums Manila errichtet und diesem als Suffraganbistum unterstellt. Erster Bischof wurde Deogracias Iñiguez.